# راکون (گروه موسیقی)
راکون (به انگلیسی: Racoon) نام یک گروه موسیقی راک هلندی است که در سال ۱۹۹۷ شکل گرفت. راکون اولین بار در سال ۱۹۹۹ با شرکت در جشنواره نؤردِرسلاخ (Noorderslag) به مخاطبان معرفی شد و یک سال بعد اولین آلبوم‌شان با نام Till Monkeys Fly (تا پرواز میمون‌ها) روانهٔ بازار شد.
آهنگ «Love You More» (دوستت دارم بیشتر) آن‌ها در سال ۲۰۰۵ و در جدول فروش موسیقی هلند به موفقیت بی‌سابقه‌ای دست یافت.

## اعضا
- بارت فان‌در وَیده (Bart van der Weide): آواز
- استِیفان دِکرؤن (Stefan de Kroon): گیتار بیس
- دنیس هایخه (Dennis Huige): گیتار الکتریک
- پاول بوکنس (Paul Bukkens): درامز

## آلبوم‌ها
| نام آلبوم             | معنی نام               | سال انتشار |
| --------------------- | ---------------------- | ---------- |
| ۱. Till Monkeys Fly   | تا پرواز میمون‌ها       | ۲۰۰۰       |
| ۲. Here We Go, Stereo | کارمان شروع شد، استریو | ۲۰۰۱       |
| ۳. Another Day        | روزی دیگر              | ۲۰۰۶       |
| ۴. Before You Leave   | قبل از این‌که بروی      | ۲۰۰۸       |